# こどもの国
こどもの国（こどものくに）とは、日本各地の地方公共団体や法人により独自に設置運営される児童厚生施設である。

## 概要
神奈川県横浜市青葉区にある施設は「こどもの国」が施設の正式名称であり、「横浜こどもの国」などのように地域名を冠しない。それ以外の「こどもの国」は、いわゆる「地方こどもの国」として名称に地域名を含む。横浜市の「こどもの国」および各地の「地方こどもの国」は互いに直接的な関係はないが、「全国こどもの国連絡協議会」に加盟する施設間での情報交換などは行われている。
いずれの施設も、児童福祉と教育を目的とし、ヤギやウサギなどの動物との触れ合い、池や流水での遊び、ジャングルジムや吊橋などの冒険、何かを体験したり作ってみるなど、児童の情操教育や健康増進を重視した施設が多く、レジャー施設として動力を用いた遊具を有する遊園地とは位置づけが異なることが多い。

## こどもの国 (神奈川県横浜市)
神奈川県横浜市青葉区にある「こどもの国」は、皇太子明仁親王の御成婚・浩宮徳仁親王のご生誕を記念し、1965年（昭和40年）5月5日に設置された児童厚生施設である。社会福祉法人こどもの国協会が運営する。開園当初は横浜市が施設の管理を委託されていたが、特殊法人であるこどもの国協会の設立に伴い国営化され、その後こどもの国協会の社会福祉法人化に伴い民営化された。敷地の一部は東京都町田市にも跨っている。

## 地方こどもの国
以下に「地方こどもの国」の一覧を示す。

### 東日本
- 小樽公園 （北海道小樽市）
- 稚内公園 （北海道稚内市）
- 北海道子どもの国 （北海道砂川市）
- 八戸公園 （青森県八戸市）
- 佐野市こどもの国 （栃木県佐野市）
- ぐんまこどもの国 （群馬県太田市）
- 戸田市こどもの国 （埼玉県戸田市）
- 千葉こどもの国キッズダム （千葉県市原市）
- 山梨県立愛宕山こどもの国 （山梨県甲府市）
- 富士山こどもの国 （静岡県富士市）

### 西日本
- 敦賀こどもの国 （福井県敦賀市）
- 岐阜県こどもの国 （岐阜県養老郡養老町）
- 愛知こどもの国 （愛知県西尾市）
- 海南こどもの国 （愛知県弥富市）
- びわ湖こどもの国 （滋賀県高島市）
- 鳥取砂丘こどもの国 （鳥取県鳥取市）
- 府中市こどもの国 （広島県府中市）
- さぬきこどもの国 （香川県高松市）
- 西条市こどもの国 （愛媛県西条市）
- 青島リゾートこどものくに （宮崎県宮崎市）
- 沖縄こどもの国 （沖縄県沖縄市）